# Chalybion kenyae
Chalybion kenyae är en biart som beskrevs av Hensen 1988. Chalybion kenyae ingår i släktet Chalybion och familjen grävsteklar. Inga underarter finns listade i Catalogue of Life.